# هانز فالزهوفر
هانز فالزهوفر (بالألمانية: Johann Walzhofer)‏ (23 مارس 1906 – تاريخ الوفاة غير معروف) لاعب كرة قدم نمساوي راحل كان يجيد اللعب في خط الهجوم .
لعب طوال مسيرته الرياضية في أندية ييدليرسدورف، رابيد فيينا، فينر، وفالدوف مانهايم.
مثل منتخب النمسا في 5 مباريات (1927-1934). شارك مع منتخب النمسا في بطولة كأس العالم 1934 في إيطاليا حيث احتل المركز الرابع.

## وصلات خارجية
- هانز فالزهوفر على موقع الاتحاد الدولي (مؤرشف)  (الإنجليزية)
- هانز فالزهوفر على موقع قاعدة بيانات كرة القدم.إي يو (الإنجليزية)
- هانز فالزهوفر على موقع ناشيونال فوتبول تيمز (الإنجليزية)
- هانز فالزهوفر على موقع Soccerway.com (الإنجليزية)
- هانز فالزهوفر على موقع عالم كرة القدم.نت (الإنجليزية)

- هذا سيرة ذاتية